# Dolina Jaworowa

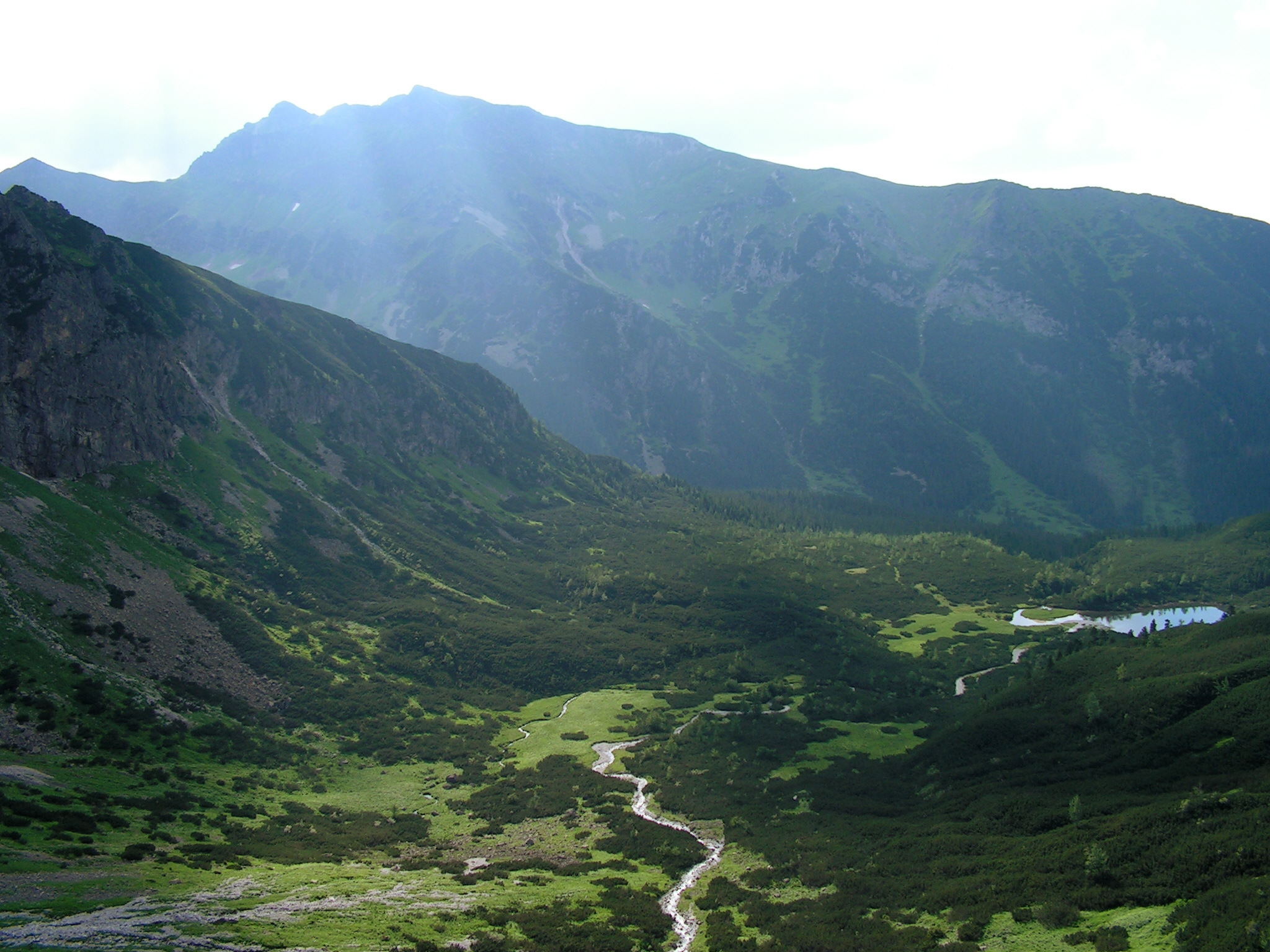
Dolina Czarna Jaworowa

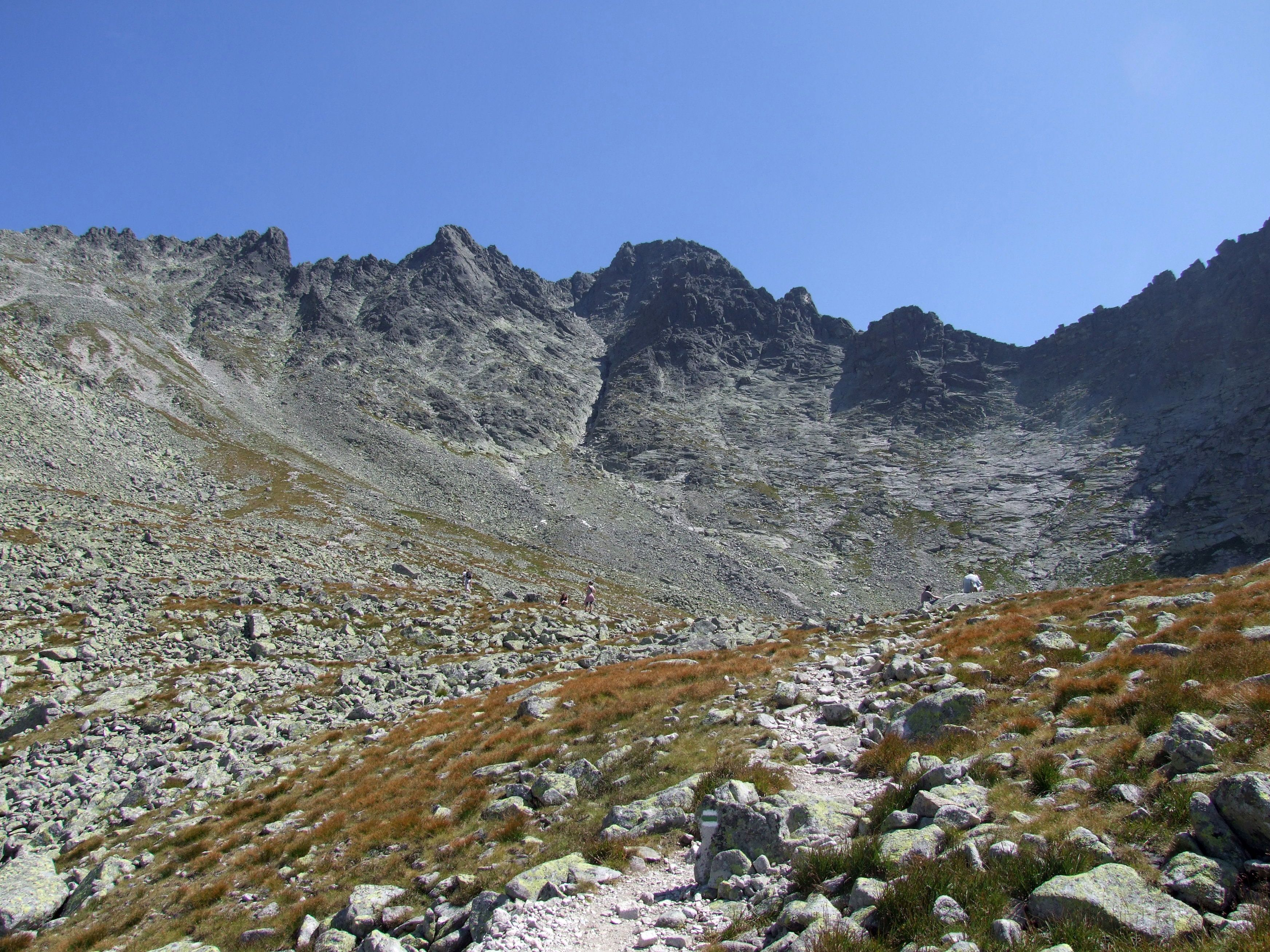
Dolina Zadnia Jaworowa

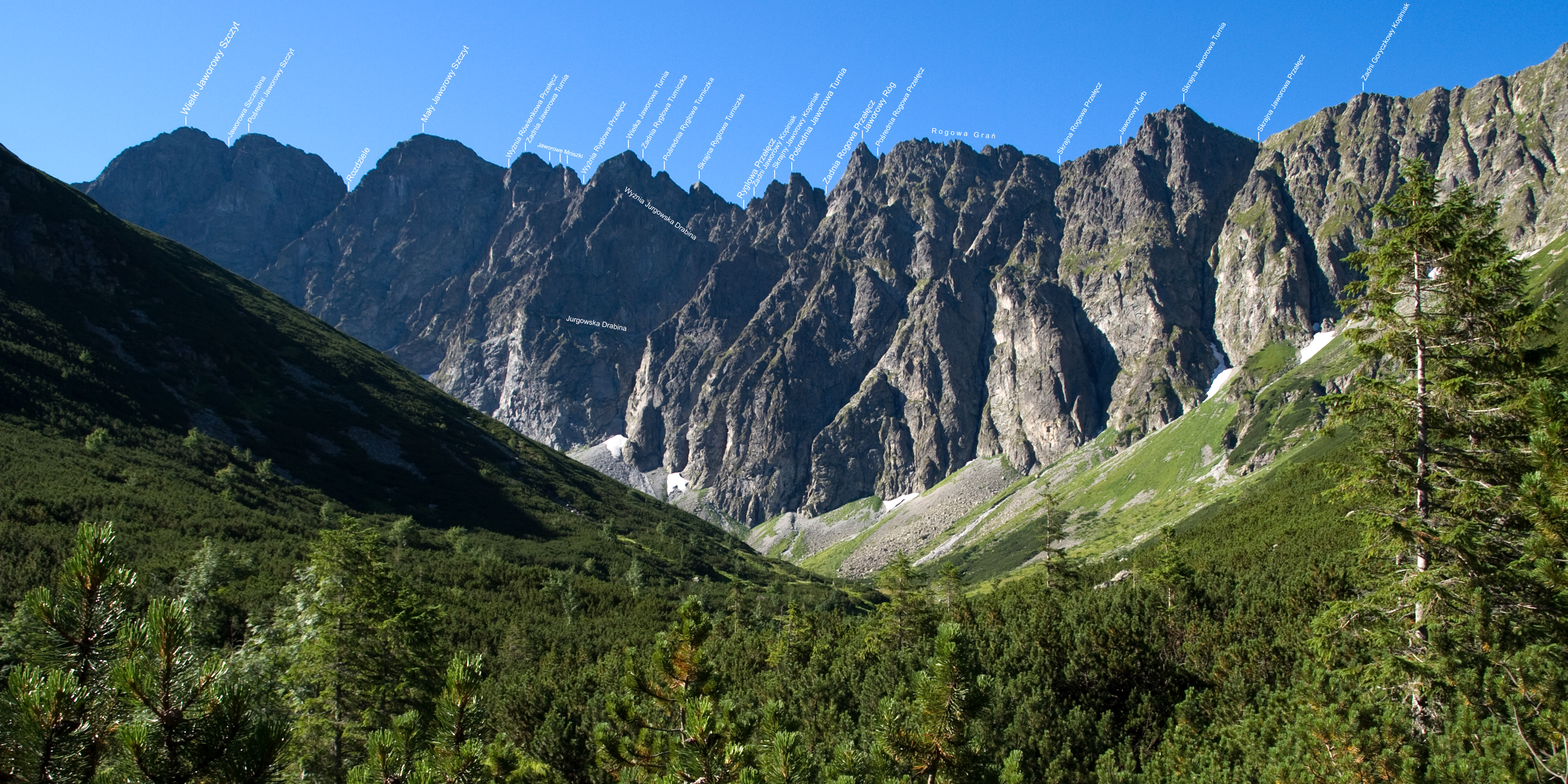
Jaworowy Mur nad Doliną Zadnią Jaworową

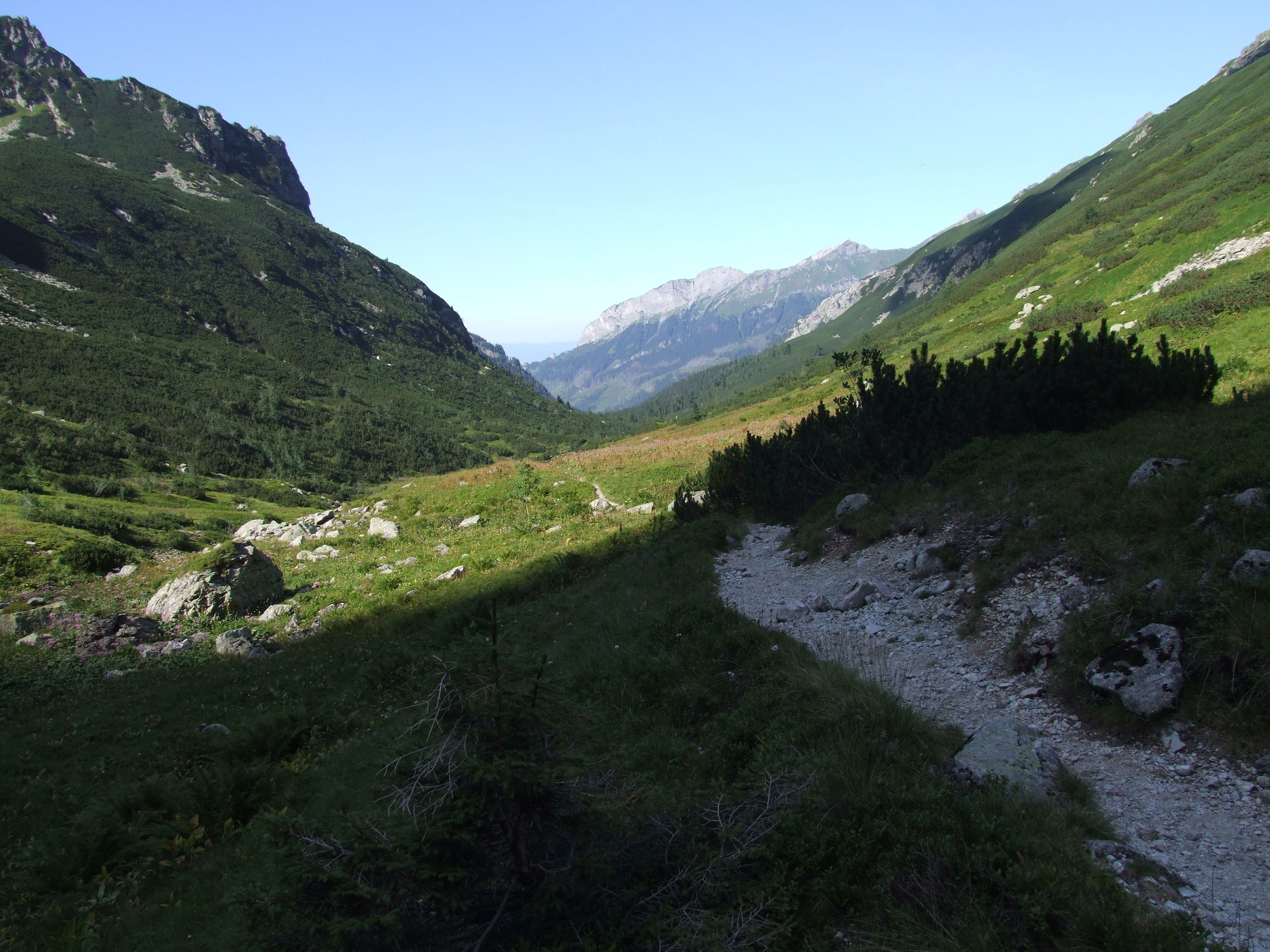
Środkowa część doliny

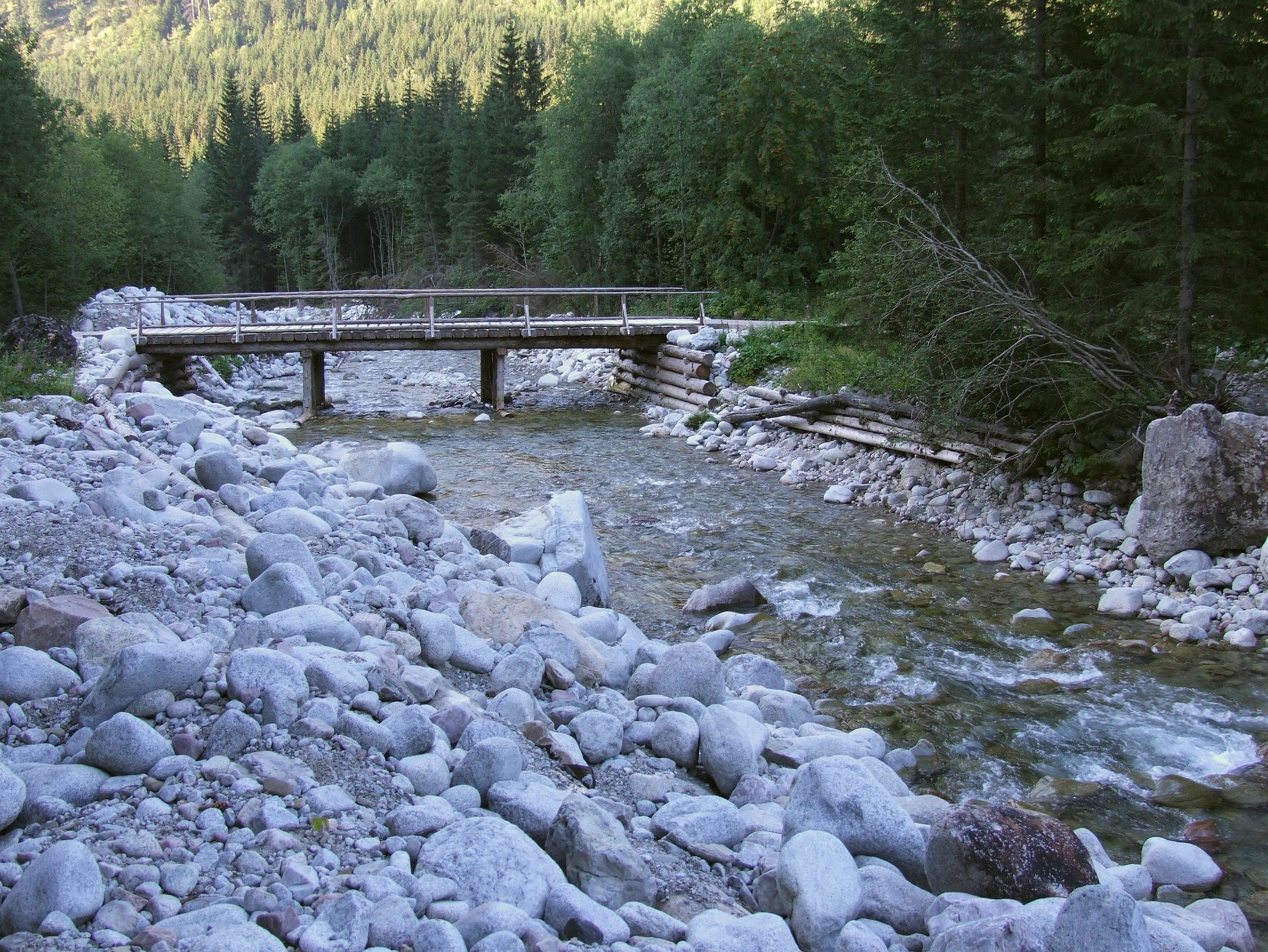
Jaworowy Potok w dolnej części Doliny Jaworowej

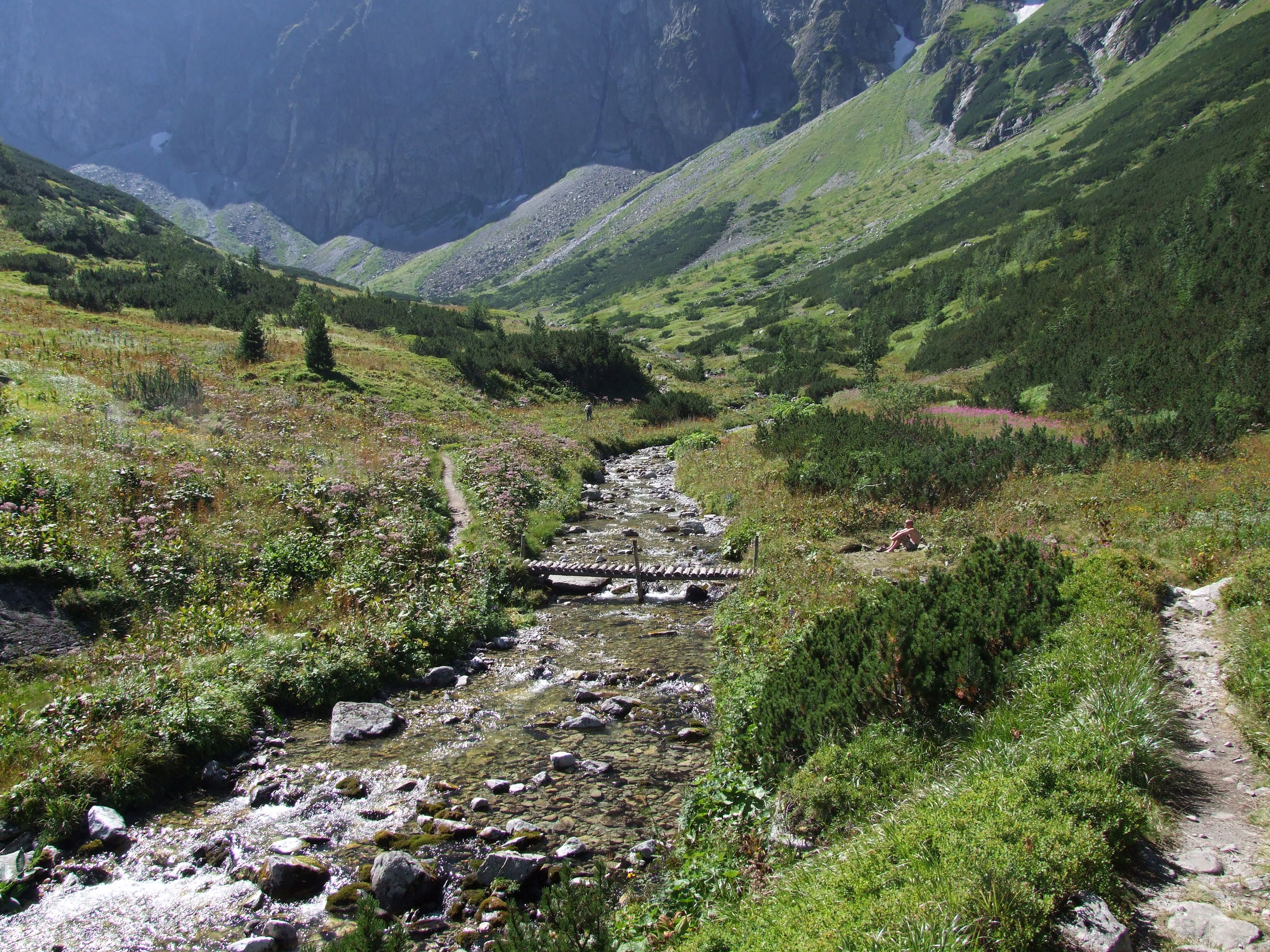
Przejście przez Jaworowy Potok

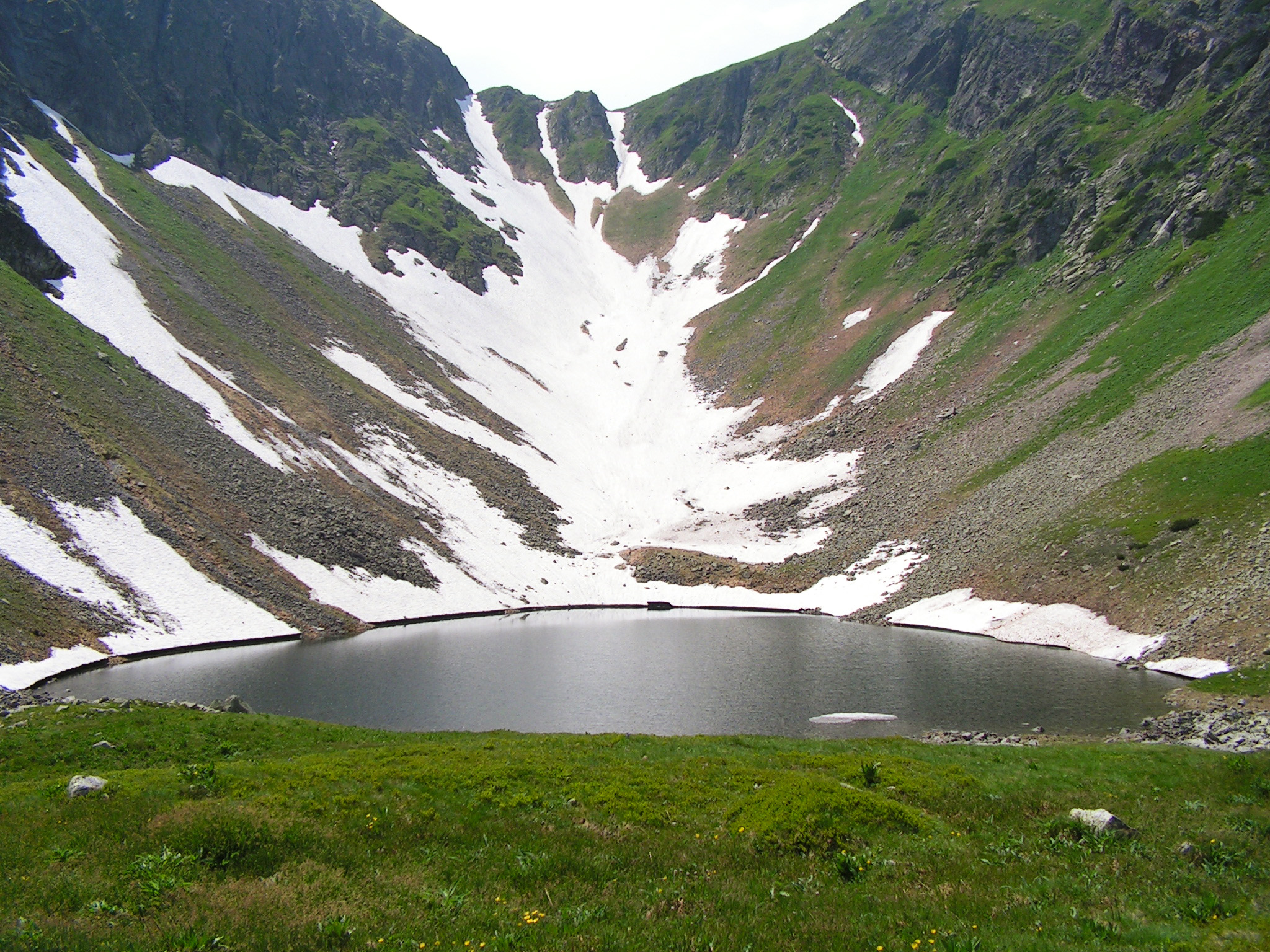
Zielony Staw Jaworowy, nad nim Zielona Przełęcz

Dolina Jaworowa (słow. Javorová dolina; niem. Javorovatal, Uhrngärtner Grund, Ahorntal; węg. Javorova-völgy, Jávor-völgy) – duża (ok. 10 km długości, 40 km² powierzchni), silnie rozgałęziona walna dolina tatrzańska położona na terenie Słowacji, po północnej stronie Tatr Wysokich.

## Topografia
Wylot doliny znajduje się na wysokości ok. 1000 m n.p.m., w pobliżu Jaworzyny Tatrzańskiej (Tatranská Javorina), najbardziej na północ wysuniętej osady tatrzańskiej na Słowacji, położonej pod zachodnimi zboczami Tatr Bielskich, nad brzegiem Jaworowego Potoku (Javorinka). Dolina wznosi się w kierunku południowym, przechodząc pod koniec w tarasowo ukształtowane górne piętro zwane Doliną Zadnią Jaworową (Zadná Javorová dolina). W Dolinie Zadniej Jaworowej główna oś doliny skręca w kierunku wschodnim, podchodząc pod Lodową Przełęcz (Sedielko, 2376 m). Najwyższym punktem w otoczeniu doliny jest wierzchołek Lodowego Szczytu (Ľadový štít) – 2627 m.
Dolina Jaworowa graniczy:
- od zachodu z Doliną Białki i jej główną gałęzią – Doliną Białej Wody (Bielovodská dolina); rozdziela je północno-zachodnie ramię Szerokiej Jaworzyńskiej (Široká, 2210 m) wznoszące się od Gombosiego Wierchu (Gombošov vrch, 1194 m) przez Karczmarski Wierch (Skalka, 1438 m), Golicę (Holica, 1628 m), Zadnią Kopę (Zadná kopa, 1674 m), Horwacki Wierch (Horvátov vrch, 1902 m) i Spismichałową Czubę (Zámky, 2010 m) po główny wierzchołek Szerokiej Jaworzyńskiej (2210 m), a następnie Jaworowa Grań (Javorový hrebeň), dzieląca się na Jaworowe Wierchy i Jaworowe Turnie (Javorové veže), zakończona Małym Jaworowym Szczytem (Malý Javorový štít, 2380 m)
- od południa z Doliną Staroleśną (Veľká Studená dolina); rozdziela je główna grań Tatr od Małego Jaworowego Szczytu przez Jaworowy Szczyt (Javorový štít, 2418 m) i Ostry Szczyt (Ostrý štít, 2367 m) do Małego Lodowego Szczytu (Široká veža, 2462 m)
- od południowego wschodu z Doliną Małej Zimnej Wody (Malá Studená dolina); rozdziela je główna grań Tatr od Małego Lodowego Szczytu przez Lodową Kopę (Malý Ľadový štít, 2603 m), Lodowy Szczyt (Ľadový štít, 2627 m), Śnieżny Szczyt (Snehový štít, 2465 m) do Wyżniego Baraniego Zwornika (Vyšná Barania strážnica, ok. 2500 m)
- od wschodu z Doliną Kieżmarską (Dolina Kežmarskej Bielej vody); rozdziela je główna grań Tatr od Wyżniego Baraniego Zwornika przez Czarny Szczyt (Čierny štít, 2429 m), Kołowy Szczyt (Kolový štít, 2418 m), Modrą Turnię (Zmrzlá veža, 2312 m), Czerwoną Turnię (Belasá veža, 2290 m), Jagnięcy Szczyt (Jahňací štít, 2230 m) i Przełęcz pod Kopą (Kopské sedlo, 1750 m) po Szalony Wierch (Hlúpy, 2061 m)
- od północy z dolinami północnych stoków Tatr Bielskich – Doliną do Regli (Monkova dolina), Strzystarskim Żlebem (Tristárska dolina), Doliną Hawranią (Havrania dolina), Doliną Nową (Nová dolina) i Doliną Międzyścienną (Medzistenná dolina); rozdziela je główna grań Tatr Bielskich od Szalonego Wierchu przez Płaczliwą Skałę (Ždiarska vidla, 2142 m), Hawrań (Havran, 2152 m), Nowy Wierch (Nový, 2010 m), Murań (Muráň, 1890 m), Mały Murań (Malý Muráň, 1356 m) po Rogową (Rogová, 1268 m).

Dolina Jaworowa rozgałęzia się w liczne boczne doliny i żleby. Są to:
- po stronie zachodniej doliny boczne wcinające się w masyw Szerokiej Jaworzyńskiej lub Jaworowych Wierchów, na terenie ścisłego rezerwatu przyrody:
  - Dolina Białego Potoku,
  - Dolina Szeroka (Široká dolina) – największa powierzchniowo gałąź po stronie zachodniej; jej prawe (wschodnie) odgałęzienie to Dolina Świstowa Jaworzyńska (Dolina Svišťoviek),
  - Suchy Żleb Jaworowy,
  - Koński Żleb,
  - Świstówka Jaworowa (dolina Javorinka),
  - Dolina Zielona Jaworowa (Zelená Javorová dolina),
  - Dolina Żabia Jaworowa (Žabia Javorová dolina),
- po stronie wschodniej:
  - Bujak,
  - Stefanowy Żleb (Dolina Štefanky),
  - Dolina Zadnich Koperszadów (Zadné Meďodoly) z odgałęzieniami: Doliną Kołową (Kolová dolina) i Doliną Skoruszową (Jahňacia dolina),
  - Dolina Czarna Jaworowa (Čierna Javorová dolina) z Doliną Śnieżną (Ľadová dolinka),
  - Dolina Sucha Jaworowa (Suchá dolina),
  - Sobkowy Żleb.

## Wody
Głównym ciekiem wodnym doliny jest Jaworowy Potok (Javorinka) wypływający z Żabiego Stawu Jaworowego i wpadający do Białki na wysokości ok. 805 m, poza Tatrami. Jego dopływami w obrębie Doliny Jaworowej są (wymienione w kolejności od góry):
- dopływy lewe: Ryglowa Woda, Żabi Potok Jaworowy, Zielony Potok Jaworowy (Zelený potok), Świstowa Woda, Koński Potok, Suchy Potok Jaworowy, Szeroki Potok (Široký potok), Biały Potok (Biely potok),
- dopływy prawe: Zadnia Sobkowa Woda, Skrajna Sobkowa Woda, Sucha Woda Jaworowa, Czarny Potok Jaworowy (Čierny potok), Koperszadzki Potok (Meďodolský potok), Stefanowy Potok (Štefanka), Bujaczy Potok.

Wodospady są najliczniejsze w Dolinie Czarnej Jaworowej (Czarna Siklawa w głównej części doliny, Wielka, Srebrna i Złota Sikawka w Dolinie Śnieżnej). Seria niewysokich kaskad i wodospadów istnieje na Jaworowym Potoku, w pobliżu Jaworowej Polany (Javorová poľana).
W dolinie znajduje się 6 stałych jezior. Są to (w kolejności od największego do najmniejszego):
- Kołowy Staw (Kolové pleso, 1565 m, 1,67 ha) – największy, leżący w Dolinie Kołowej,
- Żabi Staw Jaworowy (Žabie Javorové pleso, 1878 m, 1,11 ha) – najwyżej położony w dolinie staw, leżący w Dolinie Zadniej Jaworowej,
- Czarny Staw Jaworowy (Čierne Javorové pleso, 1492 m, 0,81 ha) – najniżej położony, leżący w Dolinie Czarnej Jaworowej,
- Zielony Staw Jaworowy (Zelené Javorové pleso, 1815 m, 0,75 ha) – w Dolinie Zielonej Jaworowej,
- Mały Żabi Staw Jaworowy (Malé Žabie Javorové pleso, 1704 m, 0,19 ha) – w Dolinie Żabiej Jaworowej,
- Cichy Staw (Tiché pleso, ok. 1750 m, 0,05 ha) – pochodzenia krasowego, w Dolinie Szerokiej.

Oprócz wymienionych stawów jest też kilka okresowych zbiorników wodnych: Płaczliwe Stawki, Koperszadzkie Stawki, Ryglowe Oka, Sobkowe Oko, Świstowe Oko i Ciche Oko (Malé Tiché pleso).

## Geologia
Południowa część doliny rozwinęła się na obszarze zbudowanym ze skał krystalicznych – granitów, granodiorytów i tonalitów.
Skały osadowe wieku mezozoicznego (piaskowce, wapienie, dolomity, łupki i margle) występują w części północnej (Tatry Bielskie, masyw Szerokiej Jaworzyńskiej, Czarnogórska Czuba, Skoruszowy Dział). Są to utwory:
- serii wierchowej – masyw Szerokiej Jaworzyńskiej, Czarnogórska Czuba, Skoruszowy Dział,
- serii reglowej dolnej – południowe zbocza Tatr Bielskich, wzniesienia reglowe (Suchy Wierch Jaworowy, Zadnia Kopa, Karczmarski Wierch).

Szczyt Szerokiej Jaworzyńskiej oraz górną część jej północnych ramion budują granity – jest to tzw. czapka krystaliczna. Na niewielkim fragmencie Koperszadzkiej Grani występuje zlepieniec koperszadzki – najstarsza tatrzańska skała osadowa wieku permskiego.
Z obecnością skał wapiennych wiążą się liczne zjawiska krasowe, takie jak jaskinie i wywierzyska. Najdłuższą i najgłębszą jaskinią Doliny Jaworowej jest jaskinia Jaworzynka (Javorinka) – długość odkrytych korytarzy 10501 m, deniwelacja 477 m. Inne znane jaskinie to m.in.: Czarnogórska Jaskinia (Čiernohorská jaskyňa), Murańska Jaskinia (Muráňská jaskyňa), Ciasna Jaskinia (Tesná jaskyňa), System Suchej i Mokrej Dziury (Systém Suchej a Mokrej diery).
W plejstocenie Dolina Jaworowa była wielokrotnie zlodowacona. Główny lodowiec zasilany był polami firnowymi z górnych pięter, a jego jęzor kończył się w pobliżu wylotu doliny. Dolina Szeroka posiadała krótki lodowiec, który nie łączył się z głównym – dolna część doliny nie uległa zlodowaceniu. Po działalności lodowców pozostały charakterystyczne ślady w postaci U-kształtnego profilu górnej części doliny, bocznych dolinek wiszących, cyrkowych jezior, moren i innych form rzeźby polodowcowej.

## Przyroda
Dzięki znacznym deniwelacjom na obszarze Doliny Jaworowej wykształciły się wszystkie typowe dla Tatr piętra roślinności: regiel dolny, regiel górny, piętro kosodrzewiny, hale i piętro turni. Bardzo zróżnicowane podłoże geologiczne przekłada się na bogactwo flory – rosną tu zarówno gatunki charakterystyczne dla podłoża granitowego, jak i wapiennego. Wśród lasów znajduje się kilkanaście różnej wielkości polan. M.in. Gałajdówka (Poľana pod Muráňom), Polana pod Upłazem (Poľana pod Úplazom), Jaworzynka (Javorinská poľana), Jaworowa Polana (Javorová poľana), a w Dolinie Szerokiej Kubalowa Polana (Kubalova poľana), Michałczyna Polana (Michalčina poľana), Sucha Polana (Suchá poľana) i Szeroka Polana (Široká poľana). Część obszarów leśnych zajmują stare wiatrołomy. W ostatnich latach na dużych obszarach w dolinie dochodzi do rozpadu drzewostanów świerkowych, powodem tego zjawiska jest gradacja kornika drukarza. Na obszarach objętych ochroną ścisłą martwych drzew się nie usuwa ponieważ stanowią one naturalny element lasu. Długotrwała ochrona doliny skutkuje obfitością fauny, zwłaszcza zwierzyny leśnej.
Cały obszar Doliny Jaworowej leży od 1949 r. w granicach TANAP-u i prawie w całości objęty jest ścisłą ochroną rezerwatową. Ścisłe rezerwaty przyrody, których całość lub fragment znajduje się na terenie doliny, to rezerwaty: „Javorová dolina”, „Bielovodská dolina” i „Belianske Tatry”.

## Historia
Prawdopodobnie już od końca XIII wieku Dolina Jaworowa należała do tzw. państwa niedzickiego. W 1589 r. kupił je Jerzy Horváth Palocsay, po czym tereny te pozostały własnością rodziny Horváthów Palocsayów do 1856 r., kiedy odziedziczyli je Salamonowie. Górna część Doliny Zadnich Koperszadów należała od 1671 r. do miasta Biała Spiska. W 1879 r. całą Dolinę Jaworową (oprócz części Zadnich Koperszadów) zakupił książę Christian Hohenlohe. Urządził on w Tatrach Jaworzyńskich wielki zwierzyniec, ogrodzony płotem, którego resztki zachowały się w niektórych miejscach do dziś. Obejmował on oprócz Doliny Jaworowej także Dolinę Białej Wody i zachodnią część Tatr Bielskich. Hohenlohe zakazał wstępu na teren zwierzyńca turystom (1887 r.), a następnie udostępnił im jedynie dwa szlaki – na Polski Grzebień i na Przełęcz pod Kopą. Silnie ograniczył też pasterstwo, co niewątpliwie korzystnie wpłynęło na stan lasów w dolinie. Do swojego zwierzyńca sprowadzał obce gatunki (np. koziorożce z Alp, jelenie z Kaukazu i Ameryki, żubry i bizony). Hohenlohe urządzał tu częste polowania. Po jego śmierci Tatry Jaworzyńskie przeszły na własność siostrzeńca, Augusta Hohenlohego, który w roku 1935 sprzedał je państwu czechosłowackiemu. Tatry Jaworzyńskie były od zakończenia I wojny światowej terenem spornym między Polską a Czechosłowacją i weszły na krótko w skład II RP pod koniec listopada 1938 r. Po rozpoczęciu II wojny światowej tereny te zostały zwrócone Republice Słowackiej przez III Rzeszę. Po wojnie weszły w skład Czechosłowacji, a od 1993 r. – Słowacji.
Pasterstwo w Dolinie Jaworowej istniało od XVI wieku. Było ono uprawiane przede wszystkim przez mieszkańców Jurgowa, ale także Czarnej Góry, Łapsz Wyżnich, Rzepisk, Lendaku i Białej Spiskiej, do której należała część Doliny Zadnich Koperszadów. Pasterstwo trwało do roku 1955, kiedy zostało ostatecznie zakazane przez TANAP.
W Dolinie Kołowej prowadzone były prace górnicze związane z wydobyciem rud miedzi i srebra, a w Dolinie Świstowej Jaworzyńskiej – rud żelaza (w 1759 r. baron Ferenc Horváth Palocsay założył w Jaworzynie hutę).
W Dolinie Jaworowej nigdy nie istniało schronisko turystyczne, były natomiast szałasy pasterskie, gajówki, domki myśliwskie oraz szopy i karmniki. Obecnie w dolinie znajdują się dwie leśniczówki: na Gałajdówce – „Pod Muráňom” i przy wylocie Doliny Szerokiej – „Kubalová”. Oprócz leśniczówek i budynków im towarzyszących, domki służbowe TANAP-u stoją na Skoruszowym Burdelu (Burdel) i w środkowej części doliny (nieco na północ od ujścia Doliny Zielonej Jaworowej, w pobliżu szlaku turystycznego).

## Szlaki turystyczne
– szlak zielony z Jaworzyny Tatrzańskiej dnem Doliny Jaworowej i Zadniej Doliny Jaworowej na Lodową Przełęcz, skąd szlak wiedzie dalej do Doliny Pięciu Stawów Spiskich.
- Czas przejścia do rozstaju dróg ze szlakiem niebieskim: 30 min w obie strony
- Czas przejścia od szlaku niebieskiego na Lodową Przełęcz: 4:30 h, ↓ 3:30 h

  – od szlaku zielonego odchodzi niebieski, wiodący do Doliny Zadnich Koperszadów i dalej na Przełęcz pod Kopą. Czas przejścia: 2:30 h, ↓ 2 h